# Schiniás (Attique)
Schiniás, en grec moderne : Σχοινιάς, est un village du dème de Marathon, en Attique, Grèce.
Selon le recensement de 2011, la population du village s'élève à 264 habitants.